# Comtat d'Aarschot
El comtat d'Aarschot fou una jurisdicció feudal del Sacre Imperi Romanogermànic, originada al segle XI.
Al final del segle XI se l'esmenta com a comtat però no es coneixen els comtes; al segle XII, sense que se sàpiga com, fou incorporat al ducat de Brabant on formà una senyoria mediatitzada; al final del segle XIII estava en mans de Godofreu de Brabant, de la casa ducal, mort l'11 de juliol del 1302 a la batalla de Kortrijk en lluitar al camp del rei de França. Extingit el casal de Brabant va passar a la casa de Lorena Vaudémont extinta al seu torn amb Margarita de Lorena-Vaudémont (1420-1477) casada amb Antoni senyor de Croÿ i comte de Porcéan.
El seu fill Felip I senyor de Croÿ (1435-1511) el va succeir. Era el segon comte de Porcean i senyor d'Aarschot i fou temporalment comte de Guînes. El va succeir el seu fill Enric de Croÿ que va morir abans de dos anys (1514) deixant el lloc al seu fill Felip II, senyor de Croÿ, comte de Porcien (Porcéan), el germà del qual, Guillem de Croÿ fou arquebisbe de Toledo; un oncle (germà del seu pare) també anomenat Guillem de Croÿ que va ser nomenat comte de Beaumont i duc de Soria el 1518 i el 1521 fou el primer marques d'Aarschot; va morir sense fills el mateix 1521, passant Aarschot al seu nebot Felip II que el 1532 fou elevat a primer duc d'Aarschot. La branca de Croÿ es va extingir el 1612 amb la mort del quart duc Carles, i la seva filla Anna de Croy, duquessa de AArschot es va casar amb Carles de Ligne, segon príncep d'Arenberg, que van mantenir el títol efectiu fins al 1790 i honorífic fins a l'actualitat. L'actual duc és Jean-Engelbert de Ligne, 18è duc d'Aarschot i 12è d'Arenberg.

## Marques d'Aarschot
- Guillem de Croÿ 1521, comte de Beaumont 1581-1521

## Llista de ducs d'Aarchot

### Casa de Croÿ
- Felip II de Croÿ (1496-1549), des de 1514 comte de Porcéan, des de 1521 duc de Soriai d'Archi i comte de Beaumont i marcgravi o marques de Renty i 'Aarschot; el 1532 fou primer duc d'Aarschot.
- Carles II de Croÿ (1522-1551), segon duc d'Aarschot.
- Felip III de Croÿ (1526-1595), tercer duc d'Aarschot.
- Carles III de Croÿ (1560-1612), quart duc d'Aarschot.
- Anna de Croÿ, cinquena duquessa d'Aarschot (1568-1614), casada amb Carles de Ligne, príncep d'Arenberg (segon comte d'Arenberg fill de Joan, primer comte)

### Casa d'Arenberg-Ligne
- Felip Carles d'Arenberg (1587-1640), sisè duc d'Aarschot i tercer comte d'Arenberg
- Felip Francesc d'Arenberg (1625–1674), setè duc d'Aarschot i primer d'Arenberg
- Carles Eugeni d'Arenberg (1633–1681), vuitè duc d'Aarschot i segon d'Arenberg
- Felip Carles d'Arenberg (1663 - 1691), nouè duc d'Aarschot i tercer d'Arenberg
- Leopold Felip d'Arenberg (1690-1754), desè duc d'Aarschot i quart d'Arenberg
- Carles Maria Ramon d'Arenberg (1721-1778), onzè duc d'Aarschot i cinquè d'Arenberg
- Lluís Engelbert d'Arenberg (1750-1820), dotzè duc d'Aarschot i sisè d'Arenberg
- Pròsper Lluís d'Arenberg (1785-1861), tretzè duc d'Aarschot i setè d'Arenberg
- Engelbert August d'Arenberg (1824-1875), catorzè duc d'Aarschot i vuitè d'Arenberg
- Engelbert Pròsper (1872-1949), quinze duc d'Aarschot i nouè d'Arenberg
- Engelbert Carles (1899-1974), setzè duc d'Aarschot i desè d'Arenberg
- Eric Carles (1901-1992), dissetè duc d'Aarschot i onzè d'Arenberg
- Joan Engelbert (1921-), divuitè duc d'Aarschot i dotzè d'Arenberg